# مارغريت برينت
مارغريت برينت (بالإنجليزية: Margaret Brent)‏ هي محامية أمريكية، ولدت في 1601 في إنجلترا في المملكة المتحدة، وتوفيت في 1671.

## وصلات خارجية
- مارغريت برينت على موقع الموسوعة البريطانية (الإنجليزية)